# Cordillera Craigieburn

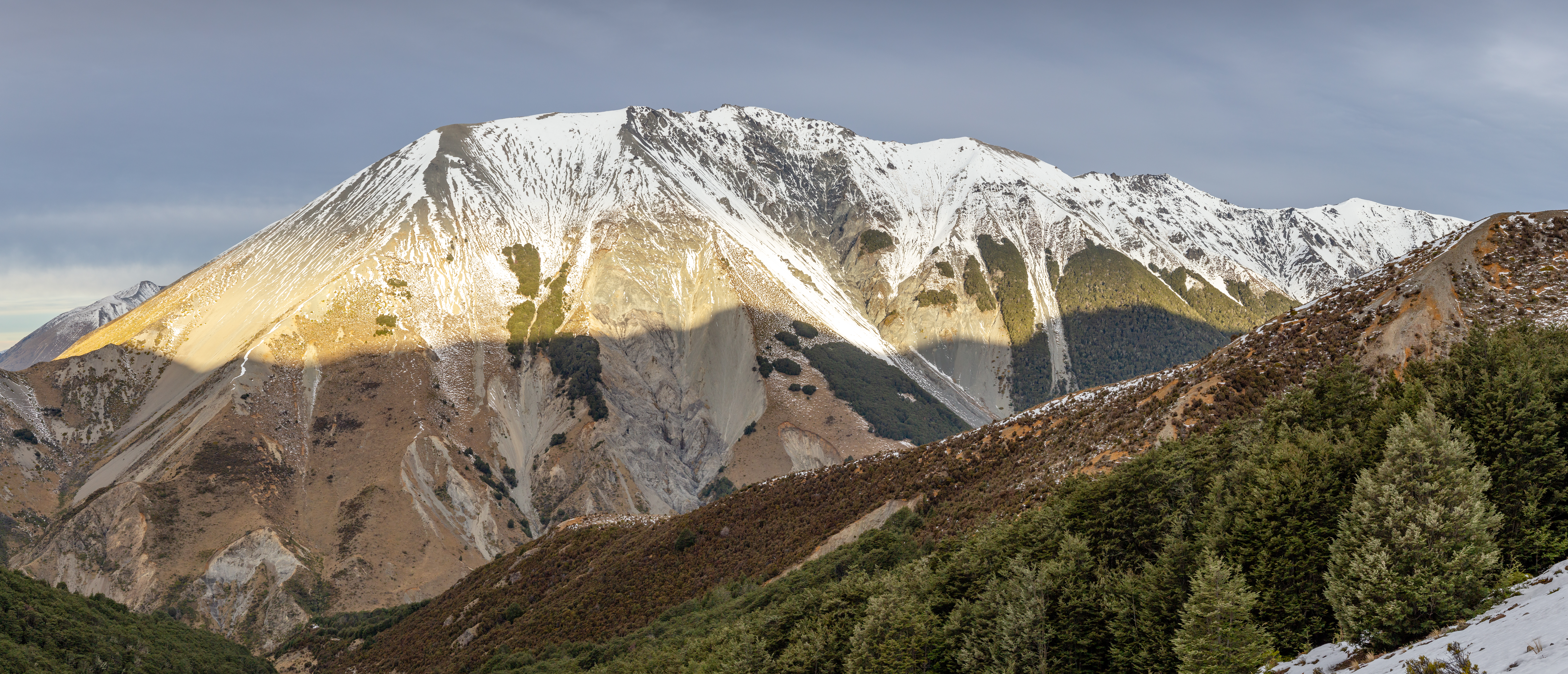
Colina Baldy vista desde el Valle Snowslide en la Cordillera Craigieburn.

La Cordillera Craigieburn forma parte de los Alpes del Sur en la Isla Sur de Nueva Zelanda. La cordillera se encuentra en las orillas sur del río Waimakariri, al sur de Arthur's Pass y al oeste de la carretera estatal 73. La localidad de Craigieburn está adyacente al parque forestal de Craigieburn.
Hay una serie de picos con nombre ubicados dentro de la Cordillera Craigieburn (de norte a sur):
- Colina Baldy 1834 metros.
- Pico Hamilton 1922 metros.
- Perilla Nerviosa 1820 metros.
- Montaje Pared 1874 metros.
- Monte Cockayne 1874 metros.
- Monte Cheeseman 2031 metros.
- Monte Olimpo 2094 metros.[2]
- Monte Izard 2019 metros; Nombrado en honor a William Izard (1851-1940).
- Monte Cloudesley 2107 metros.
- Monte Enys 2194 metros.
- Carn Brea 2090 metros.
- Pico Willis 1962 metros; Nombrado en honor a Paul Hedley Willis (1941-2011).[3]
- Colina Azul 1946 metros.

## Pistas de esquí
La zona de esquí del Valle Craigieburn se encuentra al este del Pico Hamilton. La zona de esquí del Río Broken se encuentra al este de la Perilla Nerviosa y al norte de Monte Pared. Un tercer campo de esquí, Monte Cheeseman, se encuentra al este del Monte Cockayne y al norte de la montaña de la que tomó su nombre. También la zona de esquí de Porters en el extremo sur de la cordillera. Se puede acceder a las cuatro pistas de esquí desde la carretera estatal 73. Se puede acceder a una quinta pista de esquí, la zona de esquí del Monte Olimpo, a través de Windwhistle.

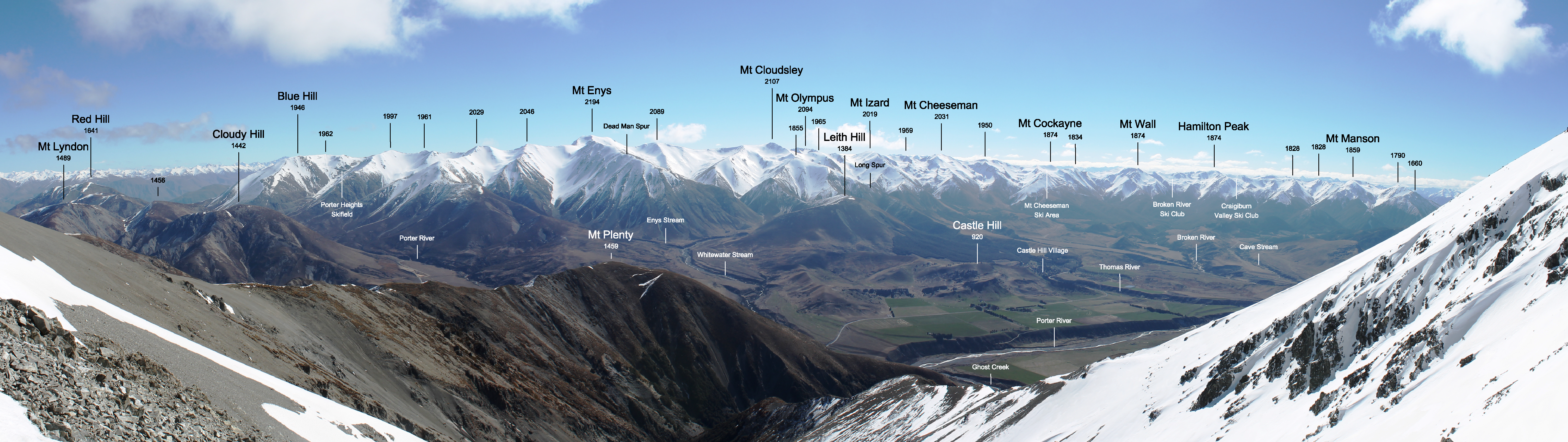
La Cordillera Craigieburn vista desde abajo del Pico de la Colina Castillo en la Cordillera Torlesse.